# Milán–Turín
Milán–Turín je jednodenní cyklistický závod konaný v Itálii mezi městy Milán a Turín na trase dlouhé 199 km. Závod se konal poprvé již v roce 1876 a je tak nejstarší klasikou na světě. Závod je pořádán společností RCS Sport, která mimo jiné pořádá závody Giro d'Italia, Milán – San Remo nebo Tirreno–Adriatico. Závod je od roku 2020 součástí UCI ProSeries.
Mezi jarem 2007 a podzimem 2012 se závod nekonal.

## Seznam vítězů
| Rok       | Země                     | Jezdec                   | Tým                           |
| --------- | ------------------------ | ------------------------ | ----------------------------- |
| 1876      | Itálie                   | Paolo Magretti           | individuál                    |
| 1877–1893 | Nejelo se                | Nejelo se                | Nejelo se                     |
| 1894      | Itálie                   | Luigi Airaldi            | individuál                    |
| 1895      | Nejelo se                | Nejelo se                | Nejelo se                     |
| 1896      | Itálie                   | Giovanni Moro            | individuál                    |
| 1897–1902 | Nejelo se                | Nejelo se                | Nejelo se                     |
| 1903      | Itálie                   | Giovanni Gerbi           | Maino                         |
| 1904      | Nejelo se                | Nejelo se                | Nejelo se                     |
| 1905      | Itálie                   | Giovanni Rossignoli      | Bianchi                       |
| 1906–1910 | Nejelo se                | Nejelo se                | Nejelo se                     |
| 1911      | Francie                  | Henri Pélissier          | individuál                    |
| 1912      | Nejelo se                | Nejelo se                | Nejelo se                     |
| 1913      | Itálie                   | Giuseppe Azzini          | Otav                          |
| 1914      | Itálie                   | Costante Girardengo      | Maino–Dunlop                  |
| 1915      | Itálie                   | Costante Girardengo      | Bianchi                       |
| 1916      | Nejelo se                | Nejelo se                | Nejelo se                     |
| 1917      | Švýcarsko                | Oscar Egg                | Bianchi                       |
| 1918      | Itálie                   | Gaetano Belloni          | Bianchi                       |
| 1919      | Itálie                   | Costante Girardengo      | Stucchi–Dunlop                |
| 1920      | Itálie                   | Costante Girardengo      | Stucchi–Dunlop                |
| 1921      | Itálie                   | Federico Gay             | Bianchi–Dunlop                |
| 1922      | Itálie                   | Adriano Zanaga           | Ganna–Dunlop                  |
| 1923      | Itálie                   | Costante Girardengo      | Maino                         |
| 1924      | Itálie                   | Federico Gay             | Alcyon–Dunlop                 |
| 1925      | Itálie                   | Adriano Zanaga           | Ideor                         |
| 1926–1930 | Nejelo se                | Nejelo se                | Nejelo se                     |
| 1931      | Itálie                   | Giuseppe Graglia         | individuál                    |
| 1932      | Itálie                   | Giuseppe Olmo            | individuál                    |
| 1933      | Itálie                   | Giuseppe Graglia         | Bestetti–D'Alessandro         |
| 1934      | Itálie                   | Mario Cipriani           | Frejus                        |
| 1935      | Itálie                   | Giovanni Gotti           | Legnano–Wolsit                |
| 1936      | Itálie                   | Cesare Del Cancia        | Ganna                         |
| 1937      | Itálie                   | Giuseppe Martano         | Tendil                        |
| 1938      | Itálie                   | Pierino Favalli          | Legnano                       |
| 1939      | Itálie                   | Pierino Favalli          | Legnano                       |
| 1940      | Itálie                   | Pierino Favalli          | Legnano                       |
| 1941      | Itálie                   | Pietro Chiappinj         | Olympia                       |
| 1942      | Itálie                   | Pietro Chiappinj         | Legnano                       |
| 1943–1944 | Nejelo se                | Nejelo se                | Nejelo se                     |
| 1945      | Itálie                   | Vito Ortelli             | Benotto                       |
| 1946      | Itálie                   | Vito Ortelli             | Benotto–Superga               |
| 1947      | Itálie                   | Italo De Zan             | Lygie–Pirelli                 |
| 1948      | Itálie                   | Sergio Maggini           | Willier Triestina             |
| 1949      | Itálie                   | Luigi Casola             | Benotto–Superga               |
| 1950      | Itálie                   | Adolfo Grosso            | Willier Triestina             |
| 1951      | Itálie                   | Fiorenzo Magnu           | Ganna–Ursus                   |
| 1952      | Itálie                   | Aldo Bini                | Bianchi–Pirelli               |
| 1953      | Itálie                   | Luciano Maggini          | Atala–Pirelli                 |
| 1954      | Itálie                   | Agostino Coletto         | Frejus                        |
| 1955      | Itálie                   | Cleto Maule              | Torpado–Ursus                 |
| 1956      | Švýcarsko                | Ferdinand Kübler         | Carpano–Coppi                 |
| 1957      | Španělsko                | Miguel Poblet            | Ignis–Doniselli               |
| 1958      | Itálie                   | Agostino Coletto         | Carpano                       |
| 1959      | Itálie                   | Nello Fabbri             | Bianchi–Pirelli               |
| 1960      | Itálie                   | Arnaldo Pambianco        | Legnano                       |
| 1961      | Itálie                   | Walter Martin            | Carpano                       |
| 1962      | Itálie                   | Franco Balmamion         | Carpano                       |
| 1963      | Itálie                   | Franco Cribiori          | Gazzola                       |
| 1964      | Španělsko                | Valentin Uriona          | Kas–Kaskol                    |
| 1965      | Itálie                   | Vito Taccone             | Salvarani                     |
| 1966      | Itálie                   | Marino Vigna             | Vittadello                    |
| 1967      | Itálie                   | Gianni Motta             | Molteni                       |
| 1968      | Itálie                   | Franco Bitossi           | Filotex                       |
| 1969      | Itálie                   | Claudio Michelotto       | Max Meyer                     |
| 1970      | Itálie                   | Luciano Armani           | Scic                          |
| 1971      | Belgie                   | Georges Pintens          | Hertekamp–Magniflex           |
| 1972      | Belgie                   | Roger De Vlaeminck       | Dreher                        |
| 1973      | Itálie                   | Marcello Bergamo         | Filotex                       |
| 1974      | Belgie                   | Roger De Vlaeminck       | Brooklyn                      |
| 1975      | Itálie                   | Wladimiro Panizza        | Brooklyn                      |
| 1976      | Itálie                   | Enrico Paolini           | Scic                          |
| 1977      | Belgie                   | Rik Van Linden           | Bianchi–Campagnolo            |
| 1978      | Itálie                   | Pierino Gavazzi          | Zonca–Santini                 |
| 1979      | Itálie                   | Alfio Vandi              | Magniflex–Famcucine           |
| 1980      | Itálie                   | Giovanni Battaglin       | Inoxpran                      |
| 1981      | Itálie                   | Giuseppe Martinelli      | Santini–Selle Italia          |
| 1982      | Itálie                   | Giuseppe Saronni         | Del Tongo–Colnago             |
| 1983      | Itálie                   | Francesco Moser          | Gis Gelati–Campagnolo         |
| 1984      | Itálie                   | Paolo Rosola             | Bianchi–Piaggio               |
| 1985      | Itálie                   | Daniele Caroli           | Santini–Krups                 |
| 1986      | Nejelo se                | Nejelo se                | Nejelo se                     |
| 1987      | Austrálie                | Phil Anderseon           | Panasonic–Isostar             |
| 1988      | Západní Německo          | Rolf Gölz                | Superconfex–Yoko–Opel–Colnago |
| 1989      | Západní Německo          | Rolf Gölz                | Superconfex–Yoko–Opel–Colnago |
| 1990      | Itálie                   | Mauro Gianetti           | Helvetia–La Suisse            |
| 1991      | Itálie                   | Davide Cassani           | Ariostea                      |
| 1992      | Itálie                   | Gianni Bugno             | Gatorade–Château d'Ax         |
| 1993      | Dánsko                   | Rolf Sørensen            | Carrera Jeans–Tassoni         |
| 1994      | Itálie                   | Francesco Casagrande     | Mercatone Uno–Medeghini       |
| 1995      | Itálie                   | Stefano Zanini           | Gewiss–Ballan                 |
| 1996      | Itálie                   | Daniele Nardello         | Mapei–GB                      |
| 1997      | Francie                  | Laurent Jalabert         | ONCE                          |
| 1998      | Švýcarsko                | Niki Aebersold           | Post Swiss Team               |
| 1999      | Švýcarsko                | Markus Zberg             | Rabobank                      |
| 2000      | Nejelo se kvůli záplavám | Nejelo se kvůli záplavám | Nejelo se kvůli záplavám      |
| 2001      | Itálie                   | Mirko Celestino          | Saeco Macchine per Caffè      |
| 2002      | Itálie                   | Michele Bartoli          | Fassa Bortolo                 |
| 2003      | Itálie                   | Mirko Celestino          | Saeco Macchine per Caffè      |
| 2004      | Španělsko                | Marcos Serrano           | Liberty Seguros               |
| 2005      | Itálie                   | Fabio Sacchi             | Fassa Bortolo                 |
| 2006      | Španělsko                | Igor Astarloa            | Barloworld                    |
| 2007      | Itálie                   | Danilo Di Luca           | Liquigas                      |
| 2008–2011 | Nejelo se                | Nejelo se                | Nejelo se                     |
| 2012      | Španělsko                | Alberto Contador         | Saxo Bank–Tinkoff Bank        |
| 2013      | Itálie                   | Diego Ulissi             | Lampre–Merida                 |
| 2014      | Itálie                   | Giampaolo Caruso         | Team Katusha                  |
| 2015      | Itálie                   | Diego Rosa               | Astana                        |
| 2016      | Kolumbie                 | Miguel Ángel López       | Astana                        |
| 2017      | Kolumbie                 | Rigoberto Uran           | Cannondale–Drapac             |
| 2018      | Francie                  | Thibaut Pinot            | Groupama–FDJ                  |
| 2019      | Kanada                   | Michael Woods            | EF Education First            |
| 2020      | Francie                  | Arnaud Démare            | Groupama–FDJ                  |
| 2021      | Slovinsko                | Primož Roglič            | Team Jumbo–Visma              |
| 2022      | Spojené království       | Mark Cavendish           | Quick-Step–Alpha Vinyl        |
| 2023      | Nizozemsko               | Arvid de Kleijn          | Tudor Pro Cycling Team        |
| 2024      | Itálie                   | Alberto Bettiol          | EF Education–EasyPost         |
| 2025      | Mexiko                   | Isaac del Toro           | UAE Team Emirates XRG         |